# Leandro Lessa Azevedo
Leandro Lessa Azevedo, anche noto come Leandro (Ribeirão Preto, 13 agosto 1980), è un ex calciatore brasiliano, di ruolo attaccante.

## Palmarès

### Club

#### Competizioni statali
- Torneo Rio-San Paolo: 1

Corinthians: 2002
- Campionato Carioca: 1

Fluminense: 2005

#### Competizioni nazionali
- Coppa del Brasile: 1

Corinthians: 2002
- Campionato brasiliano: 2

San Paolo: 2006, 2007